# Ruo (rivière)
Cet article concerne une rivière du Malawi et du Mozambique. Pour l'atoll du Pacifique, voir Ruo.
Pour l’article homonyme, voir RUO.
La Ruo est le plus grand affluent de la rivière Shire, principal affluent du fleuve le Zambèze ; elle coule dans le sud du Malawi et du Mozambique. 

## Géographie
Elle prend sa source au mont Mulanje au Malawi et forme 80 km de la frontière entre ce  pays et le Mozambique. Elle rejoint la Shire à Chiromo.
Elle draine les eaux des pentes du Mulanje et des hauts plateaux de la Shire. Son principal affluent est la Thuchila (ou Tuchila) ; la confluence Ruo-Thuchila se trouve près de Sandama (en). La rive gauche de la Ruo draine aussi une partie des eaux du district de Milange au Mozambique voisin.
Les chutes de Zoa (16° 18′ 27″ S, 35° 17′ 10″ E), hautes de 60 mètres, isolent les populations de poissons de la partie haute de celles de la partie basse de la Ruo et du cours inférieur du Zambèze et de la Shire.
Une ligne de chemin de fer suit le cours de la rivière entre Sandama et Chiromo.

## «Grenouille hurleuse» de la Ruo
L'amphibien Arthroleptis francei a été découvert pour la première fois près de la Ruo sur les pentes du mont Mulanje. On l'appelle couramment Ruo River Screeching Frog, littéralement « grenouille hurleuse de la Ruo ». Son autre nom commun, France's squeaker (littéralement « couineuse de France ») ainsi que son épithète spécifique, francei, font allusion à un épisode tragique. F. H. France était un jeune garde forestier qui périt en tentant de traverser la Ruo près de l'endroit où l'animal avait été découvert la première fois. Arthur Loveridge, le scientifique qui décrivit l'espèce, la nomma en sa mémoire car, ainsi, « son nom peut être lié aux forêts qu'il cherchait à préserver et à la montagne qu'il aimait tant ». En dépit de son nom, il s'agit d'une grenouille terrestre vivant dans la litière de feuilles.